# Endasys melanogaster
Endasys melanogaster là một loài tò vò trong họ Ichneumonidae.